# Krzysztof Zwoliński
Krzysztof Zwoliński, född den 2 januari 1959 i Krapkowice, Polen, är en polsk friidrottare inom kortdistanslöpning.
Han tog OS-silver på 4 x 100 meter stafett vid friidrottstävlingarna 1980 i Moskva. 